# 청파초등학교 외연도분교 녹도학습장
청파초등학교 외연도분교 녹도학습장은 대한민국 충청남도 보령시 오천면 녹도2길 9-7(체육수업만 옛분교에서 진행)에 있는 공립 초등학교이다.

## 연혁
- 1943.10.16 : 광명공립국민학교 녹도분교장
- 1948.01.01 : 오천국민학교 녹도분교장
- 1963.03.01 : 녹도국민학교 승격
- 1992.03.01 : 청파국민학교 녹도분교장
- 2006.03.01 : 청파초등학교 녹도분교장 폐교
- 2017.03.01:  청파초등학교 호도분교 녹도학습장으로 재개교 및 녹도 2길 9-7로 이전